# Huklyvyj
Huklyvyj, česky také Hukliva, ukrajinsky Гукливий, maďarsky Zúgó, je obec ve volovecké územní komunitě (hromadě), v okrese Mukačevo, v Zakarpatské oblasti Ukrajiny. V roce 2001 zde žilo 2 081 obyvatel.

## Části obce
- Huklyvyj
- Doroš, ukrajinsky Дорош
- Veretečiv, ukrajinsky Веретечів
- Ilmova, ukrajinsky Ільмова
- Talamaš, ukrajinsky Таламаш

## Historie
Do uzavření Trianonské smlouvy byla obec součástí Uherska, poté byla (pod názvem „Hukliva“) součástí Československa. Za první československé republiky zde byla četnická stanice. Od roku 1945 byla tato obec součástí Ukrajinské sovětské socialistické republiky, která byla součástí SSSR. Od roku 1991 je součástí nezávislé Ukrajiny.

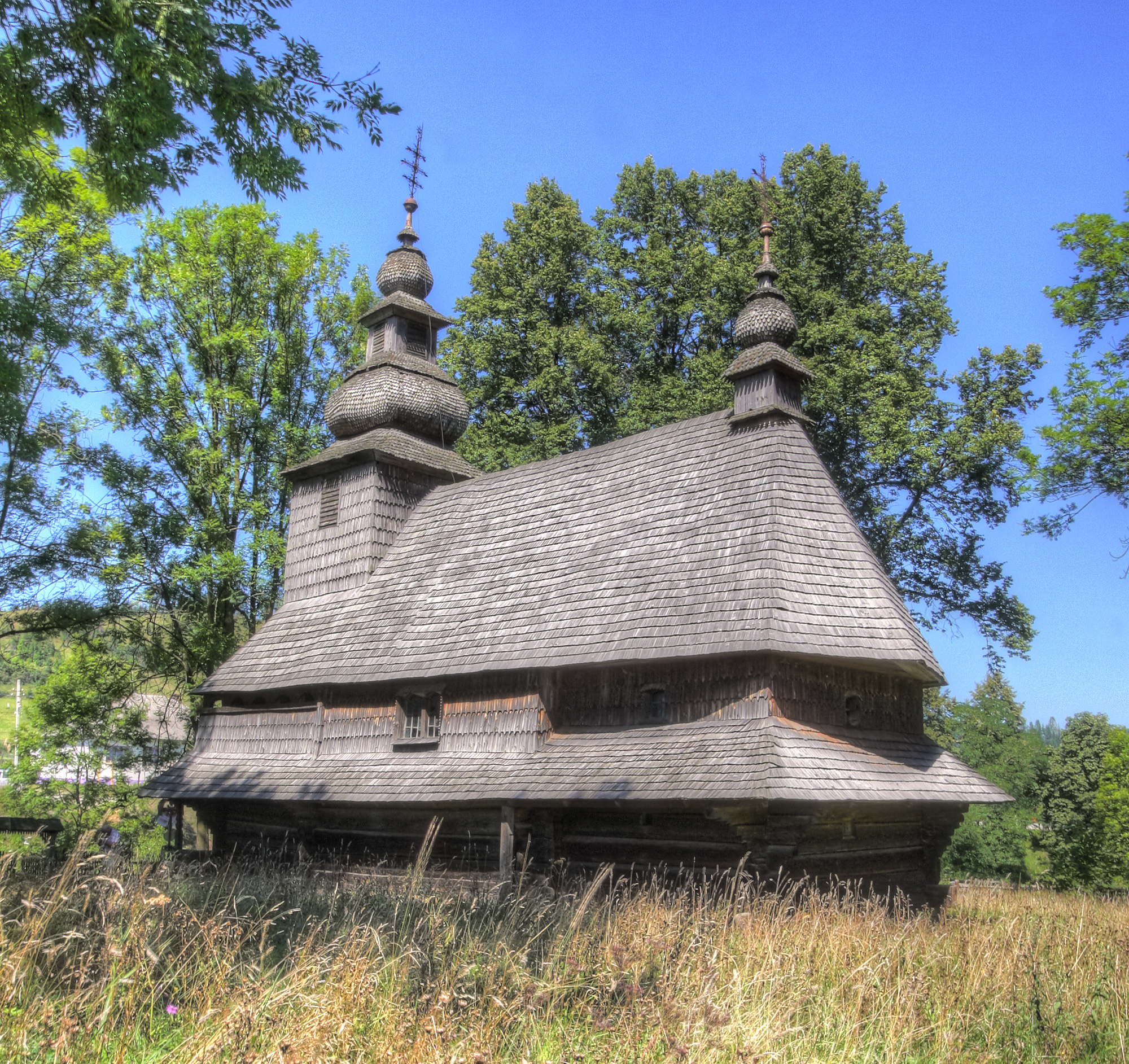
Cerkev sv. Ducha

## Pamětihodnosti
- Cerkev Ducha svatého, z roku 1779, ukrajinská národní památka[2]
- Zvonice k cerkvi sv. Ducha, z 19. století, ukrajinská národní památka[2]